# Miguel Montaño
Miguel Eduardo Montaño Bejarano (Palmira, 25 giugno 1991) è un ex calciatore colombiano, di ruolo attaccante.

## Carriera

### Club
Ha giocato nella massima serie dei campionati statunitense, colombiano e argentino.

## Palmarès

### Club
- Lamar Hunt U.S. Open Cup: 1

Seattle Sounders: 2010